# Eopengornis
Eopengornis es un género extinto de ave de la familia de los pengornítidos que vivió en China durante la época del Hauteriviense, en el Cretácico Inferior. Solo se conoce una especie, E. martini.